# Berdoues
 Berdoues  es una localidad y comuna de Francia, en la región de Mediodía-Pirineos, departamento de Gers, en el distrito y cantón de Mirande. En español la localidad es conocida como Berdona.
Su población en el censo de 1999 era de 352 habitantes.
Está integrada en la Communauté de communes Vals et Villages en Astarac.

## Demografía
| 316 | 356 | 356 | 342 | 360 | 352 | 487 |
| Para los censos de 1962 a 1999 la población legal corresponde a la población sin duplicidades (Fuente: INSEE [Consultar]) |     |     |     |     |     |     |

## Arte

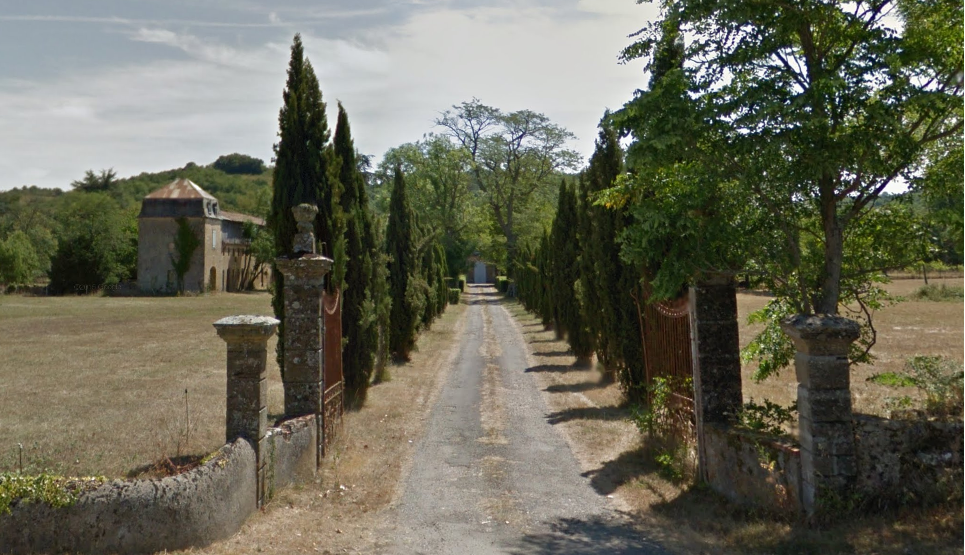
Paseo de la abadía

Restos de una antigua abadía cisterciense (último cuarto del siglo XII hasta el siglo XVIII). La capilla data de finales del siglo XII. Los tres tramos cubiertos con bóveda de ojivas que apoyan en pequeñas columnas gemelas. Los capiteles están decorados con volutas. La escalera situada en el lado oeste de la capilla se encuentra en el centro de un ala del siglo XVIII. Cuenta con una barandilla de hierro forjado que lleva un escudo del Abad. Existen bóvedas planas pequeñas en los cojinetes de esquina. En el siglo XII, algunos de lo monjes de este monasterio de Berdona fueron a parar a monasterios españoles como el de Valbuena (España). Monumento protegido.